# Thomas J. Hicks
Thomas John Hicks (Birmingham, West Midlands, 11 de gener de 1876 – Winnipeg, Manitoba, 28 de gener de 1952) va ser un atleta estatunidenc que va competir a primers del segle xx.
El 1904 va guanyar la polèmica marató dels Jocs Olímpics de Saint Louis, després que el jurat desqualifiqués el que havia estat el primer classificat inicialment, Fred Lorz, que havia fet bona part del recorregut en cotxe. Hicks, segon classificat, tampoc no estava net i en l'actualitat també hauria estat desqualificat, ja que els seus assistents van fer ús del dopatge en administrar-li aproximadament 1 mg d'estricnina i una mica de brandy perquè arribés a meta.
Hicks finalitzà en segona posició la marató de Boston de 1904, però el 1905 hagué d'abandonar. El 30 de juny de 1906 finalitzà a tres minuts d'Alexander Thibeau, vencedor de la marató de l'Amateur Athletic Union.